# Однотипные корабли

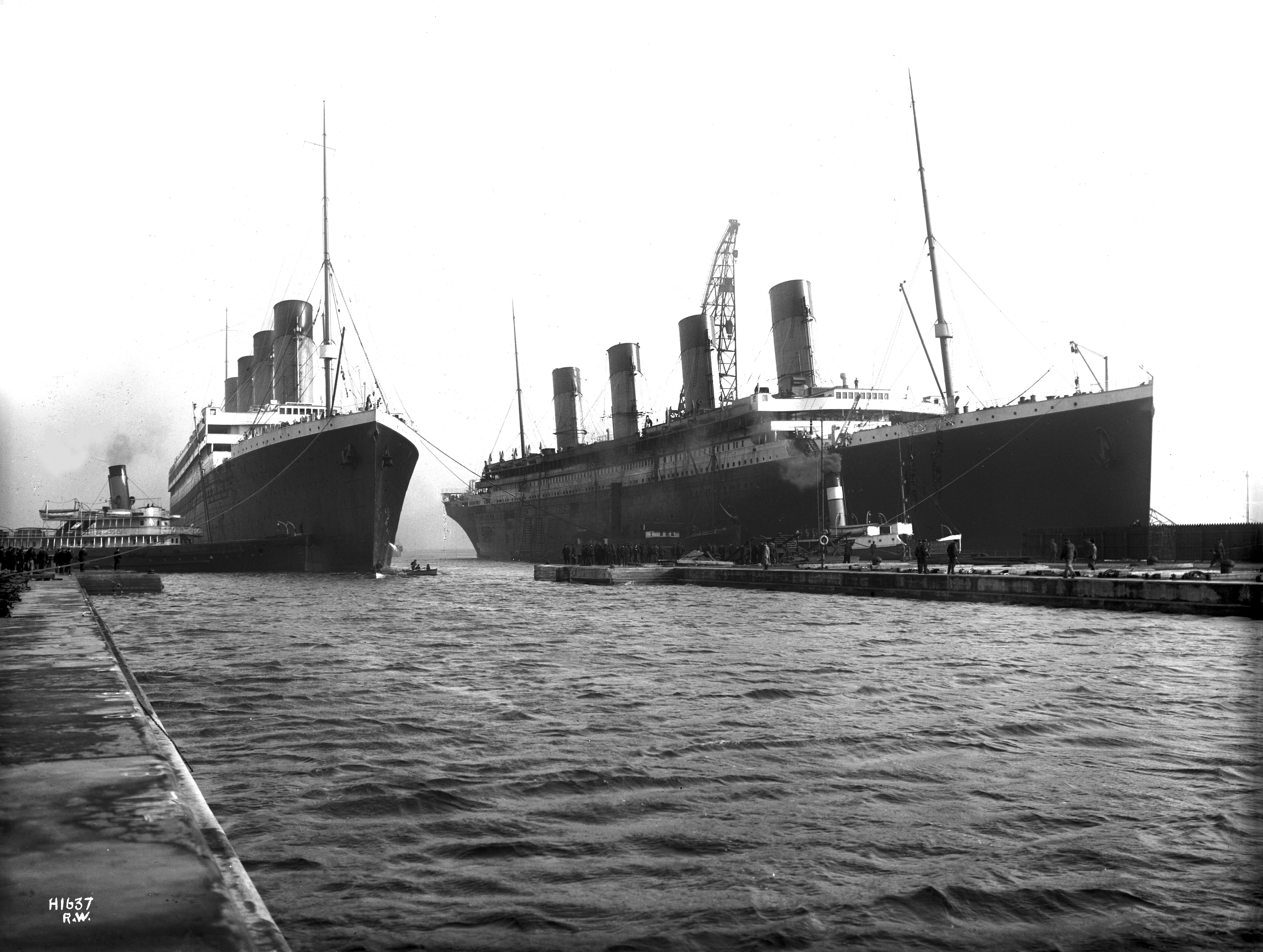
Однотипные суда - трансатлантические лайнеры «Олимпик» и «Титаник» в морском порту Белфаста. 6 марта 1912

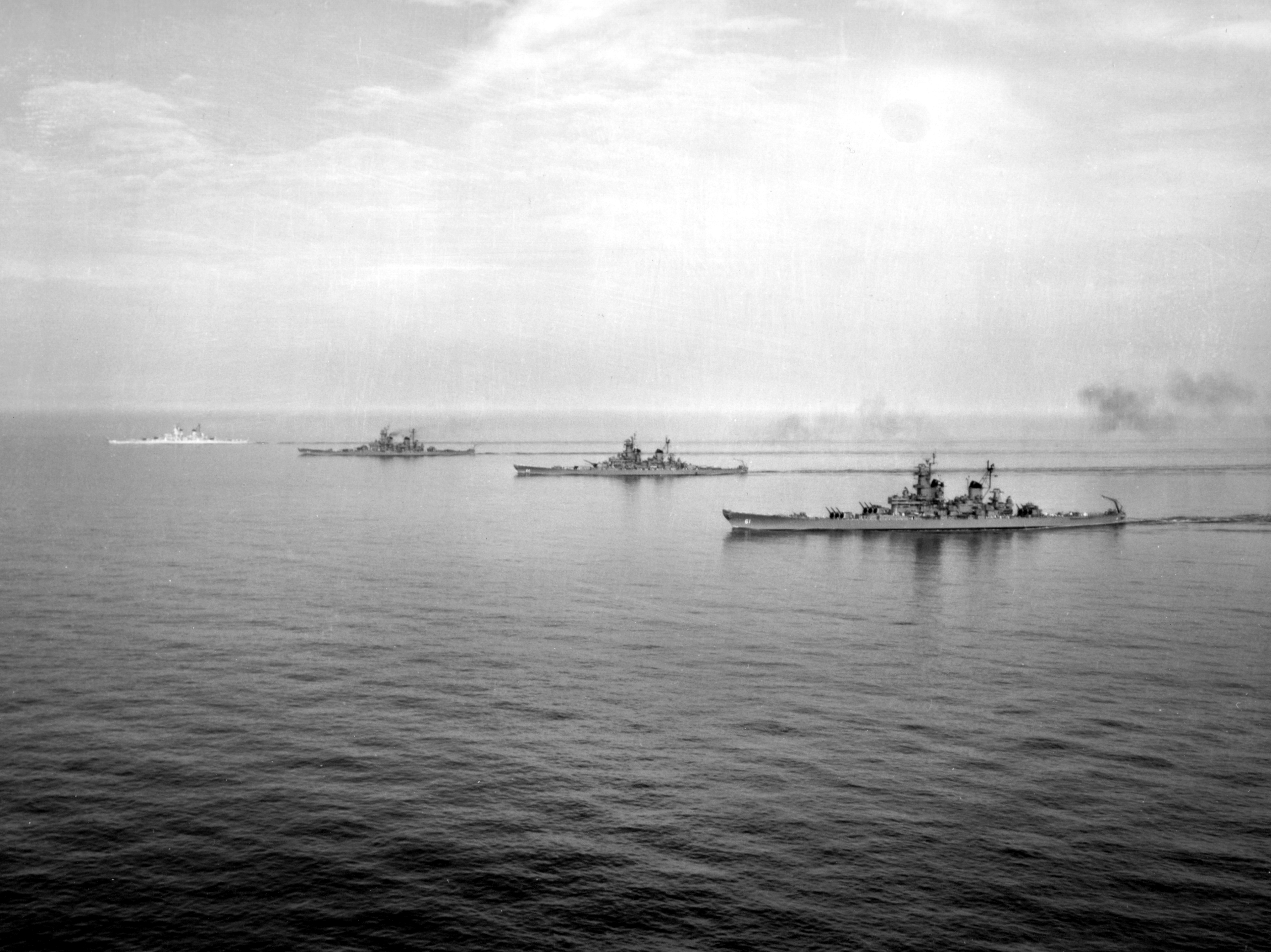
Все однотипные линкоры «Айова» (слева направо: «Нью-Джерси», «Миссури», «Висконсин», «Айова» возле Вирджиния-Кейпс. 7 июня 1954 г.

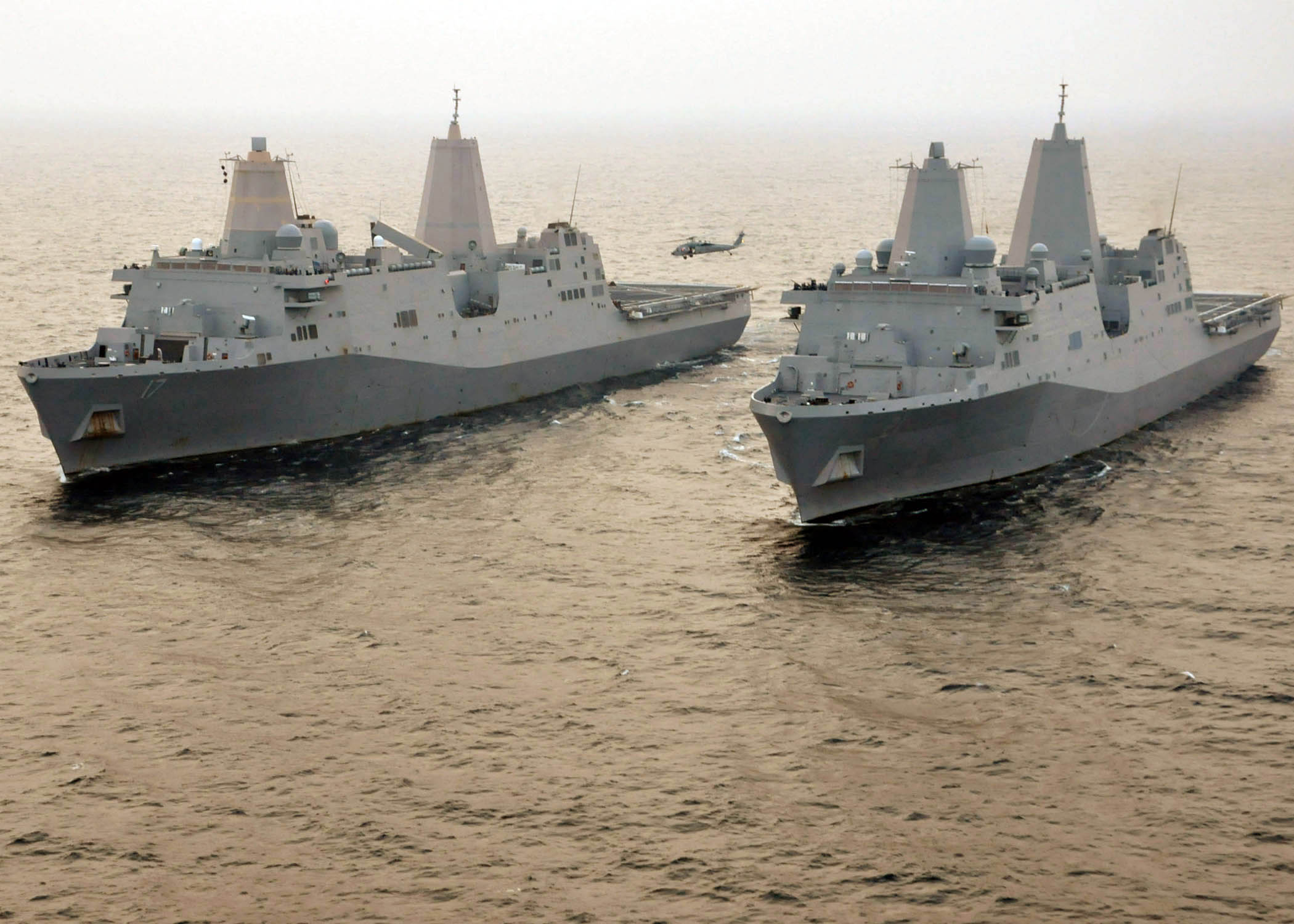
Однотипные десантные транспорты-доки типа «Сан-Антонио» : «Сан-Антонио» и «Нью-Йорк». Июнь 2011

Корабли одного типа, также однотипные корабли, односерийник или систершип ( англ. Sister ship ) — корабли (суда) одного типа, то есть разработанные по одному проекту, близкие по составу вооружения, техническим средствам, внешнему виду, устройству, водоизмещению и срокам постройки.
В Соединенных Штатах, например, принята система, когда типичный военный корабль с определенными его основными показателями, утверждается Конгрессом, после чего он становится главным судном в его классе, и по этим утвержденным основным показателям строятся следующие корабли класса, а сам класс получает название первого корабля. В русских классификационных системах классы в западном понимании называют «типом» и наоборот. Также некоторые британские «классы» по именам кораблей называются «типами» по номерам серий.
В 2006 году Международная морская организация приняла резолюцию MSC/Circ.1158, которая дала определение критериям термина однотипные корабли (суда) :
- те, что построены на одной верфи и по одному проекту;
- отличия в водоизмещении от главного загруженного и в полном оснащении корабля (суда) должны быть в пределах от 1 до 2 %, в зависимости от длины судна.

Среди самых известных кораблей одного типа:
- пассажирские лайнеры британской компании White Star Line «Олимпик», «Титаник» и «Британик» ;
- немецкие линейные корабли «Тирпиц» и «Бисмарк» типа «Бисмарк» ;
- американские линейные корабли «Айова», «Нью-Джерси», «Миссури», «Висконсин» типа «Айова» ;
- круизные лайнеры компании Royal Caribbean International Explorer of the Seas, Adventure of the Seas, Mariner of the Seas, Voyager of the Seas и Navigator of the Seas .